# Казека Сергій Васильович
Сергій Васильович Казека (біл. Сяргей Казека, нар. 17 вересня 1986, Барановичі, Білорусь) — білоруський гравець у ногом'яч, півзахисник футбольної команди «Шахтар» з міста Солігорськ.

## Життєпис
Сергій розпочав займатися ногом'ячем у віці 10 років у СДЮСШ-5 міста Барановичі. Його першим напутником був Валерій Черняк. У 2003 році Козека уклав професійну угоду з клубом «ФК Барановичі». До 2006 року білоруський футболіст перебував у резерві, в 2006 році був переведений в головну команду. До 2010 року Казека відіграв за «Барановичі» 89 матчів у Першій лізі Білорусі і забив 21 гол. У січні 2010 року він перейшов в «ФК Гомель». За підсумками розіграшу Першої ліги сезону-2010 «Гомель» посів 1 місце і вийшов у Вищу лігу. У наступному сезоні гравець провів свій перший виступ у Кубку Білорусі, 22 вересня вийшовши на поле в зустрічі проти «ФК Руденськ». 2 квітня 2011 він зіграв свій перший матч у вищому дивізіоні з «Нафтаном». 19 квітня Казека забив свій перший гол у матчі «Торпедо» (Жодіно) - «ФК Гомель», чим допоміг своїй команді домогтися нічийного рахунку 1: 1 . За підсумками сезону 2011 Сергій разом з одноклубниками з «Гомеля» став бронзовим призером чемпіонату Білорусі. 
У 2015 році уклав угоду з солігорським «Шахтарем».
30 серпня 2020 року його затримали під час акції протесту в Мінську, доставили до Ленінського райвідділу міліції та звинуватили в нападі на міліцію.Повідомлялося, що Сергія Казеку вночі забрала швидка допомога з міліції, а він діагностували перелом третього хребця, а також пошкоджені нирки. Наступного дня Казека відпустили з поліції, а кримінальну справу проти нього призупинили.

## Титули і досягнення
- Володар Кубка Білорусі (2):

«Гомель»: 2010-11
«Мінськ»: 2012-13
- Володар Суперкубка Білорусі (1):

«Гомель»: 2012
- Чемпіон Латвії (1):

«Спартакс» (Юрмала): 2016